# Чирч
Чирч або Чірч (словац. Čirč) — село в Словаччині, Старолюбовняському окрузі Пряшівського краю. Розташоване в північно-східній частині Словаччини недалеко кордону з Польщею.
Вперше згадується у 1773 році.
В селі є греко-католицька церква Покрови Пресвятої Богородиці з 1843 р. в бароко—класицистичному стилі.
Село славиться в близькій і далекій околиці музикантами, в селі діють аж 3 музичні гурти: «Ролланд» (словац. Rolland), «Юно» (словац. Juno), «Медіум» (словац. Medium).

## Географія
Протікає річка Соліска.

## Населення
| Рік:            | 1994. | 2004.    | 2014.   | 2024.    |
| --------------- | ----- | -------- | ------- | -------- |
| Кількість осіб: | 1014  | 1155     | 1259    | 1437     |
| Різниця:        |       | +13,90 % | +9,00 % | +14,13 % |

| Рік:            | 2023. | 2024.   |
| --------------- | ----- | ------- |
| Кількість осіб: | 1410  | 1437    |
| Різниця:        |       | +1,91 % |

В селі проживає 1211 осіб.
Національний склад населення (за даними останнього перепису населення — 2001 року):
- словаки — 63,77 %
- русини — 33,36 %
- українці — 2,33 %
- чехи — 0,27 %

Склад населення за приналежністю до релігії станом на 2001 рік:
- греко-католики — 90,61 %,
- римо-католики — 6,80 %,
- православні — 1,61 %,
- не вважають себе віруючими або не належать до жодної вищезгаданої церкви- 0,27 %

### Видатні постаті
- Копчак Віктор (1919—1980) — в селі народився український письменник Словаччини, педагог, перекладач підручників на українську мову, ведучий культурного та освітнього відділення УНР, редактор «Нового життя», «Дружно вперед» та «Дуклі».
- Подгаєцький Мирон (1911—1995) — в селі працював греко-католицьким священиком, в 1941–1950 рр. професор Греко-католицького богословського факультету у Пряшеві. На честь його пам'ятки у 2006 р. в селі відкрито Греко-католицький музей Мирона Подгаєцького.